# لنگ‌دراز
لنگ‌‌ دراز (انگلیسی: Longlegs) یک فیلم دلهره‌آور ترسناک آمریکایی محصول ۲۰۲۴ به نویسندگی و کارگردانی آزگود پرکینز است. در این فیلم مایکا مونرو، نیکلاس کیج، بلر آندروود، آلیشیا ویت، میشل چوی-لی و داکوتا داولبی به ایفای نقش پرداخته‌اند. این فیلم یک مأمور اف‌بی‌آی را دنبال می‌کند و وظیفه دارد یک قاتل زنجیره‌ای خفیه را که بدون حضور فیزیکی مسئول قتل چندین خانواده در سراسر آمریکاست، ردیابی کند.
لنگ‌ دراز در ۱۲ ژوئیه ۲۰۲۴ توسط نئون در ایالات متحده منتشر شد. این فیلم نقدهای مثبتی از منتقدان دریافت کرد.

## داستان
لی هارکر، یک مأمور جدید با استعداد اداره تحقیقات فدرال، به یک پرونده حل نشده از یک قاتل زنجیره‌ای منصوب شده است. همان‌طور که تحقیقات پیچیده‌تر می‌شود و شواهد پنهانی کشف می‌شود، هارکر متوجه ارتباط شخصی با قاتل بی‌رحم می‌شود و باید سریعاً برای جلوگیری از یک قتل خانوادگی دیگر اقدام کند.

## بازیگران
- مایکا مونرو
- نیکلاس کیج
- بلر آندروود
- آلیشیا ویت
- میشل چوی-لی
- داکوتا داولبی
- کرنان شیپکا

## تولید
تصویربرداری اصلی در ونکوور، بریتیش کلمبیا در ۱۶ ژانویه ۲۰۲۳ آغاز شد و در ۲۳ فوریه ۲۰۲۳ به پایان رسید.

## انتشار
در فوریه ۲۰۲۳، نئون حقوق پخش آمریکای شمالی فیلم را در جشنواره بین‌المللی فیلم برلین به دست آورد.
لنگ‌دراز در ۱۲ ژوئیه ۲۰۲۴ در ایالات متحده و بریتانیا منتشر شد.